# Calendarul iranian
Calendarul oficial al Republicii Islamice Iran (Solar Hijra, Persană: گاه‌شماری هجری خورشیدی‎‎, Paștună: لمريز لېږدیز کلیز‎),) este unul solar, bazat pe observații astronomice mult mai precise, în comparație cu omologul său european mai tânăr, calendarul gregorian. Acesta începe în noaptea cea mai apropiată de echinocțiul vernal determinat de calculele astronomice pentru meridianul IRST - Iran Standard Time (52.5°E sau UTC+3:30). Chiar dacă există o percepție generală că Iranul utilizează calendarul islamic (Hijri), în fapt cele două calendare au foarte puține lucruri în comun.

## Istoricul calendarelor iraniene
Calendarele iraniene (persană گاه‌شماری ایرانی Gâhshomâriye Irâni) s-au succedat de peste două milenii în Iran (Persia). Fiind și unul dintre cele mai vechi calendare, calendarul iranian a fost modificat de mai multe ori de-a lungul timpului din considerente administrative, climatice și religioase.
Deși dovezi ale tradițiilor calendaristice în Iran există încă din cel de-al doilea mileniu î.Hr., înainte de nașterea lui Zarathustra, cunoscut și ca Zoroastru, cel mai timpuriu calendar conservat în întregime datează din perioada Imperiului ahemenid. Perșii au fost printre primii care au folosit un calendar solar, iar soarele a fost dintotdeauna un simbol important în cultura iraniană, aflat în strânsă legătură cu tradițiile legate de Cirus cel Mare.

### Calendarul persan antic
Calendarul persan antic era lunisolar, asemănător celui babilonian, cu douăsprezece luni a câte treizeci de zile fiecare; zilele erau numerotate, dar nu și denumite. Lunile aveau denumiri legate de festivalurile sau activitățile anului pastoral și erau împărțite în două sau trei intervale, în funcție de fazele lunii. O a treisprezecea lună era adăugată la câte șase ani pentru a menține calendarul sincronizat cu anotimpurile.
În următorul tabel sunt prezentate lunile persane antice.
| Număr | Lunile corespunzătoare din calendarul gregorian | Limba persană veche | Limba elamită | Sens                                            | Luna corespunzătoare din calendarul babilonian |
| 1     | Martie-Aprilie                                  | Ādukanaiša          | Hadukannaš    | incert                                          | Nīsannu                                        |
| 2     | Aprilie-Mai                                     | Θūravāhara          | Turmar        | Posibil "(Luna) primăverii puternice"           | Ayyāru                                         |
| 3     | Mai-Iunie                                       | Θāigraciš           | Sākurriziš    | "Luna recoltei de usturoi"                      | Sīmannu                                        |
| 4     | Iunie-Iulie                                     | Garmapada           | Karmabataš    | "Luna cuptor"                                   | Du'ūzu                                         |
| 5     | Iulie-August                                    | –                   | Turnabaziš    | –                                               | Ābu                                            |
| 6     | August-Septembrie                               | –                   | Karbašiyaš    | –                                               | Ulūlū                                          |
| 7     | Septembrie-Octombrie                            | Bāgayādiš           | Bakeyatiš     | "(Luna) slăvirii baga (zeului, posibil Mithra)" | Tašrītu                                        |
| 8     | Octombrie-Noiembrie                             | *Vrkazana           | Markašanaš    | "(Luna) uciderii lupilor"                       | Arahsamna                                      |
| 9     | Noiembrie-Decembrie                             | Āçiyādiya           | Hašiyatiš     | "(Luna) slăvirii focului"                       | Kisilīmu                                       |
| 10    | Decembrie-Ianuarie                              | Anāmaka             | Hanamakaš     | "Luna zeului fără nume"                         | Tebētu                                         |
| 11    | Ianuarie-Februarie                              | *Θwayauvā           | Samiyamaš     | "Cea teribilă"                                  | Šabāțu                                         |
| 12    | Februarie-Martie                                | Viyax(a)na          | Miyakannaš    | "(Luna) săpatului"                              | Addāru                                         |

### Calendarul zoroastrian
Primele calendare bazate pe cosmologia zoroastriană au apărut spre sfârșitul perioadei aheminide și au evoluat de-a lungul secolelor, însă denumirile lunilor s-au modificat puțin până astăzi. Imperiul Aheminid unificat avea nevoie de un calendar iranian unic, iar unul a fost conceput conform tradițiilor egiptene, cu 12 luni a câte 30 de luni, fiecare dedicată unei yazata (divinitate), și patru diviziuni asemănător săptămânii semitice. Patru zile din lună erau dedicate lui Ahura Mazda și șapte erau denumite după Amesha Spentas. Treisprezece zile erau denumite după Foc, Apă, Soare, Lună, Tiri și Geush Urvan (sufletul tuturor animalelor), Mithra, Sraosha c, Rashnu (Judecătorul), Fravashi, Bahram (yazata victoriei), Raman (Ramesh însemnând pace) și Vata (yazata vântului). Trei erau dedicate divinităților feminine, Daena (yazata religiei), Ashi (yazata norocului) și Arshtat (yazata dreptății). Cele patru rămase erau dedicate lui Asman (stăpânul cerurilor sau al raiului), Zam (pământ), Manthra Spenta (Cuvântul sacru și darnic) și  Anaghra Raocha ('Lumina nesfârșită' a paradisului).
Denumirile lunilor și versiunile lor moderne sunt date în tabelul următor.
| Număr | Numele avestan al yazata (în genitiv) | Sensul aproximativ                             | Limba pahlavi | Persana modernă iraniană | Persana modernă iraniană | Persana modernă iraniană |
| Număr | Romanizat                             | Română                                         | Romanizat     | Scrierea nativă          | Romanizat                |                          |
| 1     | Fravašinąm                            | (Spirite gardiene, sufletele drepților)        | Frawardīn     | فروردین                  | Farvardīn                |                          |
| 2     | Ašahe Vahištahe                       | "Cel mai mare adevăr"/ "Cea mai mare dreptate" | Ardwahišt     | اردیبهشت                 | Ordībehešt               |                          |
| 3     | Haurvatātō                            | "Integritatea" / "Perfecțiunea"                | Khordād       | خرداد                    | Khordād                  |                          |
| 4     | Tištryehe                             | "Sirius"                                       | Tīr           | تیر                      | Tīr                      |                          |
| 5     | Amərətātō                             | "Imortalitatea"                                | Amurdād       | امرداد                   | A-Mordād                 |                          |
| 6     | Xšaθrahe Vairyehe                     | "Stăpânirea dorită"                            | Shahrewar     | شهریور                   | Shahrīvar                |                          |
| 7     | Miθrahe                               | "Legământul"                                   | Mihr          | مهر                      | Mehr                     |                          |
| 8     | Apąm                                  | "Apele"                                        | Ābān          | آبان                     | Ābān                     |                          |
| 9     | Āθrō                                  | "Focul"                                        | Ādur          | آذر                      | Āzar                     |                          |
| 10    | Daθušō                                | "Creatorul" (i.e. Ahura Mazda)                 | Day           | دی                       | Dey                      |                          |
| 11    | Vaŋhə̄uš Manaŋhō                       | "Bunul Duh"                                    | Wahman        | بهمن                     | Bahman                   |                          |
| 12    | Spəntayā̊ Ārmatōiš                     | "Devotamentul sfânt"                           | Spandarmad    | اسپند\|اسفند             | Espand / Esfand          |                          |

### Cucerirea musulmană
În 637, Persia este cucerită de armatele califului Umar după câteva mari bătălii, care Persiei a dus la sfârșitul dinastiei Sassanide și la sfârșitul Zoroastrismului. De-a lungul timpului, majoritatea iranienilor s-au convertit la Islam, iar calendarul adoptat de conducătorii musulmani a fost de asemenea impus.

### Calendarul Jalali
În secolul al XI-lea, apare însă prima versiune a calendarului actual iranian, calendarul Jalali, de la numele celuia care a ordonat o reformă calendaristică în Persia acelei vremi. 
Punctul de plecare al acestui calendar este echinocțiului din 22 martie 622 d.Hr. Din punct de vedere istoric, la 22 septembrie același an, profetul Mahomed s-a retras la Medina (Hijra). Cu toate acestea, al doilea calif Umar ibn al-Khatab, când a adoptat sistemul calendaristic în jurul anului 638, a preferat să ia punctul de plecare al calendarului islamic cu două luni și opt zile înapoi, și anume data de 19 iulie 622. Pe de altă parte, faptul că în calendarul lunar lunile sunt legate de sezoanele naturale îl face pe acesta inadecvat în domeniul administrației (de exemplu, pentru planificarea recoltelor și colectarea taxelor de pe urma recoltelor). Nemulțumirile aduse de calendarul islamic s-au simțit puternic în Iran patru secole mai târziu, în timpul domniei șahului Jalal ad-Din Malek din dinastia Saljuqid. Mai mult decât atât, celebrarea Nowruz (Anul Nou Iranian), cu o simbolistică deosebită pentru persani, alunecase în mijlocul semnului Pești, ca urmare a neglijării intercalațiilor, iar potrivit unor istorici, scopul real al reformei calendaristice a fost acela de a stabili Nowruz la echinocțiul vernal. 
Astfel, vizirul și figura politică strălucitoare Nezam-ol-Molk l-a convins pe șahul Malek să reformeze calendarul iranian. El a numit un grup de astronomi condus de Omar Khayyam, care a organizat un observator astronomic în capitala Isfahan. În urma observațiilor și a calculelor precise, grupul de astronomi a plasat începutul calendarului iranian cu șase luni înainte de Hijra. Mai mult decât atât, acesta au împărțit anul în 12 luni egale, a câte 30 de zile fiecare, iar apoi au introdus celelalte 5 sau 6 zile rămase între 30 Spandarmad (Esfand) și Nowruz, așa cum era utilzat în calendarul pre-islamic iranian.
În anul 1911, calendarul Jalali a devenit calendarul național al Persiei, urmând ca în 1925 acesta să fie simplificat, iar denumirile lunilor modernizate.

## Calendarul actual: Solar Hjiri (SH)
Calendarul Solar Hjiri, numit și Solar Hejri sau Shamsi Hijri, abreviat SH, a devenit calendarul oficial al Iranului în anul 1925. Calculul timpului se bazează pe mișcarea de revoluție a Pământului în jurul Soarelui, ceea ce îl face mai precis chiar decât calendarul gregorian care, în forma lui modernă, deviază de la anul solar cu o zi în 3236 de ani. Numărătoarea anilor din calendarul Solar Hjiri începe odată cu ajungerea profetului Mahomed (Hegira) în Medina, asemănător calendarului islamic (Hjiri), aceasta fiind și singura legătură dintre cele două calendare. Prima zi din an, Nowruz, coincide cu echinocțiul vernal, iar fiecare dintre cele douăsprezece luni corespunde unui semn zodiacal.
Denumirile celor 12 luni se regăsesc în tabelul următor.
| Număr | Zile  | Persana iraniană | Persana iraniană | Kurdă           | Kurdă                 | Persana afgană (*) | Persana afgană (*) | Paștuna afgană  | Paștuna afgană       |
| Număr | Zile  | Scrierea nativă  | Romanizat        | Scrierea sorani | Scrierea kurmangi     | Scrierea nativă    | Romanizat          | Scrierea nativă | Romanizat            |
| 1     | 31    | فروردین          | Farvardin        | خاکەلێوە        | Xakelêwe              | حمل                | Hamal (Berbec)     | وری             | Wray (Berbec)        |
| 2     | 31    | اردیبهشت         | Ordibehesht      | گوڵان           | Gullan (Banemer)      | ثور                | Sawr (Taur)        | غويی            | Ǧwayay (Taur)        |
| 3     | 31    | خرداد            | Khordad          | جۆزەردان        | Cozerdan              | جوزا               | Jawzā (Gemeni)     | غبرګولی         | Ǧbargolay (Gemeni)   |
| 4     | 31    | تیر              | Tir              | پووشپەڕ         | Pûșper                | سرطان              | Saratān (Rac)      | چنګاښ           | Čungāx̌ (Rac)         |
| 5     | 31    | امرداد) مرداد)   | Mordad           | گەلاوێژ         | Gelawêj               | اسد                | Asad (Leu)         | زمری            | Zmaray (Leu)         |
| 6     | 31    | شهریور           | Shahrivar        | خەرمانان        | Xermanan              | سنبله              | Sonbola (Fecioară) | وږی             | Waǵay (Fecioară)     |
| 7     | 30    | مهر              | Mehr             | ڕەزبەر          | Rezber                | میزان              | Mizān (Balanță)    | تله             | Təla (Balanță)       |
| 8     | 30    | آبان             | Aban             | گەڵاڕێزان       | Xezellwer (Gelarêzan) | عقرب               | ‘Aqrab (Scorpion)  | لړم             | Laṛam (Scorpion)     |
| 9     | 30    | آذر              | Azar             | سەرماوەز        | Sermawez              | قوس                | Qaws (Săgetător)   | ليندۍ           | Līndəi (Săgetător)   |
| 10    | 30    | دی               | Dey              | بەفرانبار       | Befranbar             | جدی                | Jadi (Capricorn)   | مرغومی          | Marǧūmay (Capricorn) |
| 11    | 30    | بهمن             | Bahman           | ڕێبەندان        | Rêbendan              | دلو                | Dalvæ (Vărsător)   | سلواغه          | Salwāǧa (Vărsător)   |
| 12    | 29/30 | اسفند            | Esfand           | ڕەشەمە          | Reșeme                | حوت                | Hūt (Pești)        | كب              | Kab (Pești)          |

Astfel, spre deosebire de calendarul islamic, care se bazează pe sistemul lunar de 354 de zile, anul iranian este împărțit în 12 luni, în legături strânse cu anotimpurile reale, anuale. Primele 6 luni ale calendarului modern, au 31 de zile, următoarele 5 luni 30 de zile, iar ultima 29 sau 30 de zile. Această schemă a lungimilor lunilor este în acord cu faptul că anotimpurile astronomice nu au un număr egal de zile, primăvara și vara fiind mai lungi decât toamna și iarna. 
Corespondența între calendarul Solar Hjiri și cel gregorian (anii bisecți din calendarul Solar Hjiri sunt marcați *).
| 33-year cycle | Anul Solar Hjiri | Anul gregorian                  | Anul Solar Hjiri | Anul gregorian                  |
| ------------- | ---------------- | ------------------------------- | ---------------- | ------------------------------- |
| 1             | 1354*            | 21 martie 1975 – 20 martie 1976 | 1387*            | 20 martie 2008 – 20 martie 2009 |
| 2             | 1355             | 21 martie 1976 – 20 martie 1977 | 1388             | 21 martie 2009 – 20 martie 2010 |
| 3             | 1356             | 21 martie 1977 – 20 martie 1978 | 1389             | 21 martie 2010 – 20 martie 2011 |
| 4             | 1357             | 21 martie 1978 – 20 martie 1979 | 1390             | 21 martie 2011 – 19 martie 2012 |
| 5             | 1358*            | 21 martie 1979 – 20 martie 1980 | 1391*            | 20 martie 2012 – 20 martie 2013 |
| 6             | 1359             | 21 martie 1980 – 20 martie 1981 | 1392             | 21 martie 2013 – 20 martie 2014 |
| 7             | 1360             | 21 martie 1981 – 20 martie 1982 | 1393             | 21 martie 2014 – 20 martie 2015 |
| 8             | 1361             | 21 martie 1982 – 20 martie 1983 | 1394             | 21 martie 2015 – 19 martie 2016 |
| 9             | 1362*            | 21 martie 1983 – 20 martie 1984 | 1395*            | 20 martie 2016 – 20 martie 2017 |
| 10            | 1363             | 21 martie 1984 – 20 martie 1985 | 1396             | 21 martie 2017 – 20 martie 2018 |
| 11            | 1364             | 21 martie 1985 – 20 martie 1986 | 1397             | 21 martie 2018 – 20 martie 2019 |
| 12            | 1365             | 21 martie 1986 – 20 martie 1987 | 1398             | 21 martie 2019 – 19 martie 2020 |
| 13            | 1366*            | 21 martie 1987 – 20 martie 1988 | 1399*            | 20 martie 2020 – 20 martie 2021 |
| 14            | 1367             | 21 martie 1988 – 20 martie 1989 | 1400             | 21 martie 2021 – 20 martie 2022 |
| 15            | 1368             | 21 martie 1989 – 20 martie 1990 | 1401             | 21 martie 2022 – 20 martie 2023 |
| 16            | 1369             | 21 martie 1990 – 20 martie 1991 | 1402             | 21 martie 2023 – 19 martie 2024 |
| 17            | 1370*            | 21 martie 1991 – 20 martie 1992 | 1403*            | 20 martie 2024 – 20 martie 2025 |
| 18            | 1371             | 21 martie 1992 – 20 martie 1993 | 1404             | 21 martie 2025 – 20 martie 2026 |
| 19            | 1372             | 21 martie 1993 – 20 martie 1994 | 1405             | 21 martie 2026 – 20 martie 2027 |
| 20            | 1373             | 21 martie 1994 – 20 martie 1995 | 1406             | 21 martie 2027 – 19 martie 2028 |
| 21            | 1374             | 21 martie 1995 – 19 martie 1996 | 1407             | 20 martie 2028 – 19 martie 2029 |
| 22            | 1375*            | 20 martie 1996 – 20 martie 1997 | 1408*            | 20 martie 2029 – 20 martie 2030 |
| 23            | 1376             | 21 martie 1997 – 20 martie 1998 | 1409             | 21 martie 2030 – 20 martie 2031 |
| 24            | 1377             | 21 martie 1998 – 20 martie 1999 | 1410             | 21 martie 2031 – 19 martie 2032 |
| 25            | 1378             | 21 martie 1999 – 19 martie 2000 | 1411             | 20 martie 2032 – 19 martie 2033 |
| 26            | 1379*            | 20 martie 2000 – 20 martie 2001 | 1412*            | 20 martie 2033 – 20 martie 2034 |
| 27            | 1380             | 21 martie 2001 – 20 martie 2002 | 1413             | 21 martie 2034 – 20 martie 2035 |
| 28            | 1381             | 21 martie 2002 – 20 martie 2003 | 1414             | 21 martie 2035 – 19 martie 2036 |
| 29            | 1382             | 21 martie 2003 – 19 martie 2004 | 1415             | 20 martie 2036 – 19 martie 2037 |
| 30            | 1383*            | 20 martie 2004 – 20 martie 2005 | 1416*            | 20 martie 2037 – 20 martie 2038 |
| 31            | 1384             | 21 martie 2005 – 20 martie 2006 | 1417             | 21 martie 2038 – 20 martie 2039 |
| 32            | 1385             | 21 martie 2006 – 20 martie 2007 | 1418             | 21 martie 2039 – 19 martie 2040 |
| 33            | 1386             | 21 martie 2007 – 19 martie 2008 | 1419             | 20 martie 2040 – 19 martie 2041 |

În pofida statutului său remarcabil, în principal datorat preciziei și raționamentelor bazate pe observații astronomice detaliate, calendarul iranian este puțin cunoscut în Occident, iar mulți îl confundă cu cel islamic. 